# Pachyramphus xanthogenys
El anambé cariamarillo (Pachyramphus xanthogenys), es una especie de ave paseriforme de la familia Tityridae, perteneciente al género Pachyramphus. Es nativo del noroeste y oeste de América del Sur.

## Distribución y hábitat
Se distribuye de forma fragmentada y local por la base oriental de los Andes y el oeste de la cuenca amazónica desde el extremo sur de Colombia, este de Ecuador, norte y centro este de Perú y extremo oeste de Brasil.
Esta especie es considerada poco común en sus hábitats naturales: los bordes de selvas húmedas y clareras de la base de los Andes entre 650 y 1700 m de altitud.

## Sistemática

### Descripción original
La especie P. xanthogenys fue descrita por primera vez por los ornitólogos italianos Tommaso Salvadori y Enrico Festa en 1898 bajo el mismo nombre científico: Pachyrhamphus [error] xanthogenys; la localidad tipo es: «Río Zamora, Ecuador».

### Etimología
El nombre genérico masculino «Pachyramphus» se compone de la palabras del griego «pakhus»: robusto, grueso, y «ramphos»: pico; significando «de pico grueso»; y el nombre de la especie «xanthogenys», se compone de la palabras del griego «xanthos»: amarillo, y «genuos»: mejilla; significando «de cara amarilla».

### Taxonomía
Los análisis genético-moleculares indican que la presente especie está cercanamente emparentada con Pachyramphus viridis, P. versicolor y P. spodiurus.
Algunos autores y clasificaciones tratan a la presente (junto con peruanus), como subespecies del anambé verdoso (Pachyramphus viridis), pero el Congreso Ornitológico Internacional (IOC), Aves del Mundo (HBW) y Birdlife International (BLI), la consideran una especie separada, siguiendo a autores anteriores, y de acuerdo a los estudios de Barber & Rice (2007), con base en diferencias de plumaje y de comportamiento; el Comité de Clasificación de Sudamérica (SACC) precisa de propuesta para validar. Recientes estudios moleculares confirman que la presente y P. viridis son especies hermanas.

### Subespecies
Según las clasificaciones del IOC y HBW se reconocen dos subespecies, con su correspondiente distribución geográfica, a pesar de que la validez de la subespecie peruanus es incierta.
- Pachyramphus xanthogenys xanthogenys Salvadori & Festa, 1898 – extremo sur de Colombia (este de Cauca, oeste de Putumayo), este de Ecuador (pendiente oriental de los Andes desde el oeste de Sucumbíos al sur hasta Zamora Chinchipe) y norte de Perú (Cajamarca, Amazonas, San Martín).
- Pachyramphus xanthogenys peruanus Hartert & Goodson, 1917 – centro y sureste de Perú  (Huánuco, Pasco, Junín, Cuzco, Madre de Dios) y extremo oeste de Brasil (sur de Acre).